# Таран, Анатолий Васильевич
Анатолий Васильевич Таран (укр.  Анатолій Васильович Таран; 5 июля 1940, с. Мирополье (ныне Краснопольского района Сумской области Украины) — 21 марта 1995, Киев) — советский и украинский поэт, прозаик, журналист, редактор, автор текстов песен. Подполковник запаса, член Союза писателей УССР (с 1968).

## Биография
После окончания сельской школы, работал секретарём комсомольской организации колхоза «Украина» в с. Будилка, публиковался в районных газетах.
Вскоре стал литработником Лебединской районной газеты. В 1964 окончил факультет журналистики львовского высшего военно-политического училища Советской армии и военно-морского флота (ныне Академия сухопутных войск имени гетмана Петра Сагайдачного).
Много работал журналистом в военной прессе. Был главным редактором армейских изданий. Подполковник запаса.
В течение последних лет вёл литературно-художественную страницу в газете «Вечерний Киев». Был директором республиканского дома литераторов. Редактировал столичную многотиражку «Оболонь».
Погиб в марте 1995 года при невыясненных обстоятельствах. Похоронен на Байковом кладбище в Киеве.

## Творчество
В 1963 году издал первый сборник стихов «Я — миллиардер». Всего опубликовал 15 поэтических и прозаических книг.

## Избранные произведения
- «Я — міліардер», 1963
- «Реальність», 1966
- «Ранкова шибка», 1969
- «Аеродром»,
- «Квіти вогню»,
- «Невтрачена мить»,
- «Солдатске поле»,
- «Ветерани фронтового дитинства»
- «Твій прапор, Хрещатику» (документальная повесть в соавт.)
- «Бродячий дощ», 1995.

Автор ряда популярных песен («Вечорова паризька зоря», «Журавлі», «Спогад про дощ», «Українська віра»).